# Видеман, Олег Александрович
Олег Александрович Ви́деман (2 января 1966, Алма-Ата, Казахстан) — оперный певец, драматический тенор. Заслуженный артист Российской Федерации, солист Новосибирского государственного академического театра оперы и балета (НГАТОиБ).

## Биография
Закончил Новосибирскую Государственную Консерваторию им. Глинки — класс народной артистки РФ, профессора З. З. Диденко.
В 1994-1998 годах — солист оперы в Алма-Ате (Казахстан). Исполнял партии Радамеса и Каварадосси в операх «Аида» и «Тоска».
С 1998 года — солист Новосибирского театра оперы и балета
В 2001—2002 годах пел на сцене Мариинского театра
Женат. Имеет троих детей.
В ноябре 2011 года Олег Видеман совместно со своей семьей открыл арт-центр, направленный на работу в трех направлениях: вокал (академический и эстрадный), свадебный танец и фотомастерская (фотосъемка и аренда фотостудии).
Арт-центр также создан для того, чтобы приютить под своей крышей различных профессионалов в области искусства для проведения мастер-классов.
В 2013 году удостоен звания Лауреата ежегодного конкурса "Лучшие имена немцев России" в области искусства им. Анны Герман.Итоги конкурса "Лучшие имена немцев России" 2013
С 2013 года является постоянным приглашенным солистом Мариинского театра (г. Санкт-Петербург).

## Творчество

### Репертуар
- «Аида» Дж. Верди — Радамес
- «Пиковая Дама» П. И. Чайковского — Герман
- «Кармен» Ж. Бизе — Хозе
- «Леди Макбет Мценского Уезда» Д. Шостаковича — Сергей
- «Тоска» Дж. Пуччини — Каварадосси
- «Борис Годунов» М. П. Мусоргского — Григорий
- «Отелло» Дж. Верди — Отелло
- «Царская Невеста» Н. А. Римского-Корсакова — Лыков
- «Паяцы» Р. Леонкавалло — Канио
- «Богема» Дж. Пуччини — Рудольф
- «Черевички» П. И. Чайковского — Вакула
- «Реквием» Дж. Верди — Тенор
- «Травиата» Дж. Верди — Альфредо
- «Мадам Баттерфляй» Дж. Пуччини — Пинкертон

### Гастроли в России и в странах СНГ
| Дата       | Место                                                               | Проект (Опера/партия)                                   |
| ---------- | ------------------------------------------------------------------- | ------------------------------------------------------- |
| 2001       | Казань, Россия                                                      | «Аида», партия Радамеса. «Пиковая Дама», партия Германа |
| 11.2001    | Москва, Россия. Большой Театр                                       | «Аида». Партия Радамеса                                 |
| 1999, 2001 | Саратов, Россия. «Собиновский фестиваль»                            | «Аида». Партия Радамеса                                 |
| 2000       | Новосибирск. Россия. Победитель премии Филиппа Морриса «Дебют 2000» | «Пиковая Дама». Партия Германа                          |
| 2001       | Киев, Украина. «Неделя Верди»                                       | «Аида». Партия Радамеса                                 |
| 30.04.2005 | Санкт-Петербург, Россия. Кировский Театр                            | «Кармен». Партия Хозе                                   |

### Гастроли за границей
| Дата             | Место | Проект (Опера/партия)                                                       |
| ---------------- | --- | --------------------------------------------------------------------------- |
| 03.-04., 11.2000 | Театр San-Carlo (Неаполь, Италия), Театр Prinzregent (Мюнхен, Германия), Театр Auditorium (Дижон, Франция), Театр Colon Буэнос Айрес, Аргентина). | Проект маэстро Мстислава Ростроповича                                       |
| 12.2001 — 01.02  | Accademia Santa-Ceccilia (Рим, Италия) | «Леди Макбет Мценского Уезда», проект Мстислава Ростроповича. Партия Сергея |
| 07.-08.2001      | Пусан, Южная Корея | «Тоска». Партия Каварадосси                                                 |
| 09.2001          | Пекин, Шанхай - Китай | «Пиковая Дама». Партия Германа                                              |
| 10.2002          | Южная Корея | «Кармен». Партия Хозе                                                       |
| 09.2003          | Пусан, Южная Корея | «Богема». Партия Рудольфа                                                   |
| 06.2004          | Банская Быстрица, Зволен, Словакия | «Кармен». Партия Хозе                                                       |
| 09.2004          | Бангкок, Таиланд. Оперный фестиваль | «Кармен». Партия Хозе                                                       |
| 10.2004          | Братислава, Словакия | «Аида». Партия Радамеса                                                     |
| 04.2005          | Вильнюс, Литва | «Пиковая Дама». Партия Германа                                              |
| 08.05.2005       | Вильнюс, Литва | «Реквием» Дж. Верди. Партия Тенора                                          |
| 09.-10.2005      | Милан, Италия. Театр Ла Скала | «Черевички» П. И. Чайковского. Партия Вакулы                                |
| 02.-05.2009      | Париж. Opera Nacional (Opera Bastille) | «Макбет» Дж. Верди. Партия Макдуфа                                          |
| 11.2009          | Сеул, Корея. Сеул-Опера | «Кармен» Ж. Бизе. Партия Хозе                                               |

## Фотографии
- Олег Видеман в опере «Кармен»
- Олег Видеман в опере «Богема»
- Олег Видеман в опере «Черевички». Проект Мстислава Ростроповича. Театр Ла Скала
- Олег Видеман в опере «Пиковая Дама»